# Varaz Vezur
Varaz Vezur em armênio: Վարազ Վզուր; romaniz.: Varaz Vzur) foi um general sassânida do fim do século VI. 

## Nome
Varazes é a forma latina do armênio Varaz (Վարազ), que derivou do persa médio e parta Varaz (Warāz), que por sua vez derivou do avéstico Varaza (Warāza, "javali selvagem"). Foi registrado em grego como Barazes (Βαράζης, Barázēs), Uarazes (Ουαράζης, Ouarázēs) e Guraz (Γουραζ, Gouraz). Vezur, por sua vez, é um nome armênio originado do persa médio wuzurg, "grande".

## Vida
De acordo com Sebeos, sucedeu Tamcosroes como marzobã da Armênia e no seu mandato de só um ano lutou na vila de Utmus, em Vananda, onde primeiro foi repelido, mas no fim venceu. René Grousset vê a batalha como um confronto entre as forças persas e alguns dissidentes armênios. A historiografia mais moderna tem datado esse episódio em 579, o mesmo ano da vitória de Curs e João Mistacão contra as forças persas da Armênia.